# Winobranie w Zielonej Górze

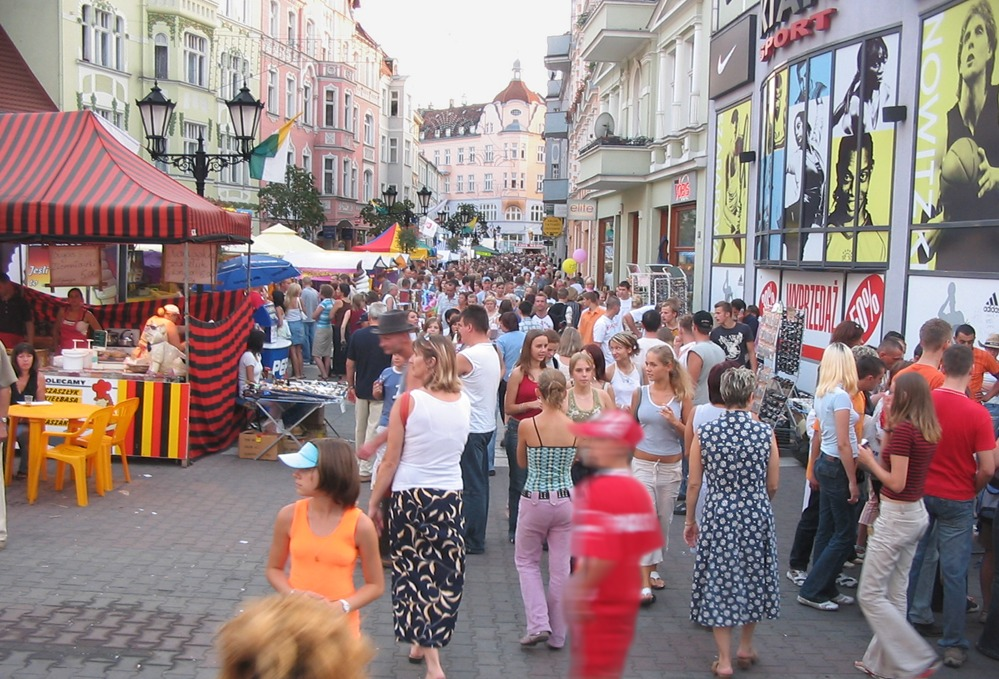
Jarmark winobraniowy

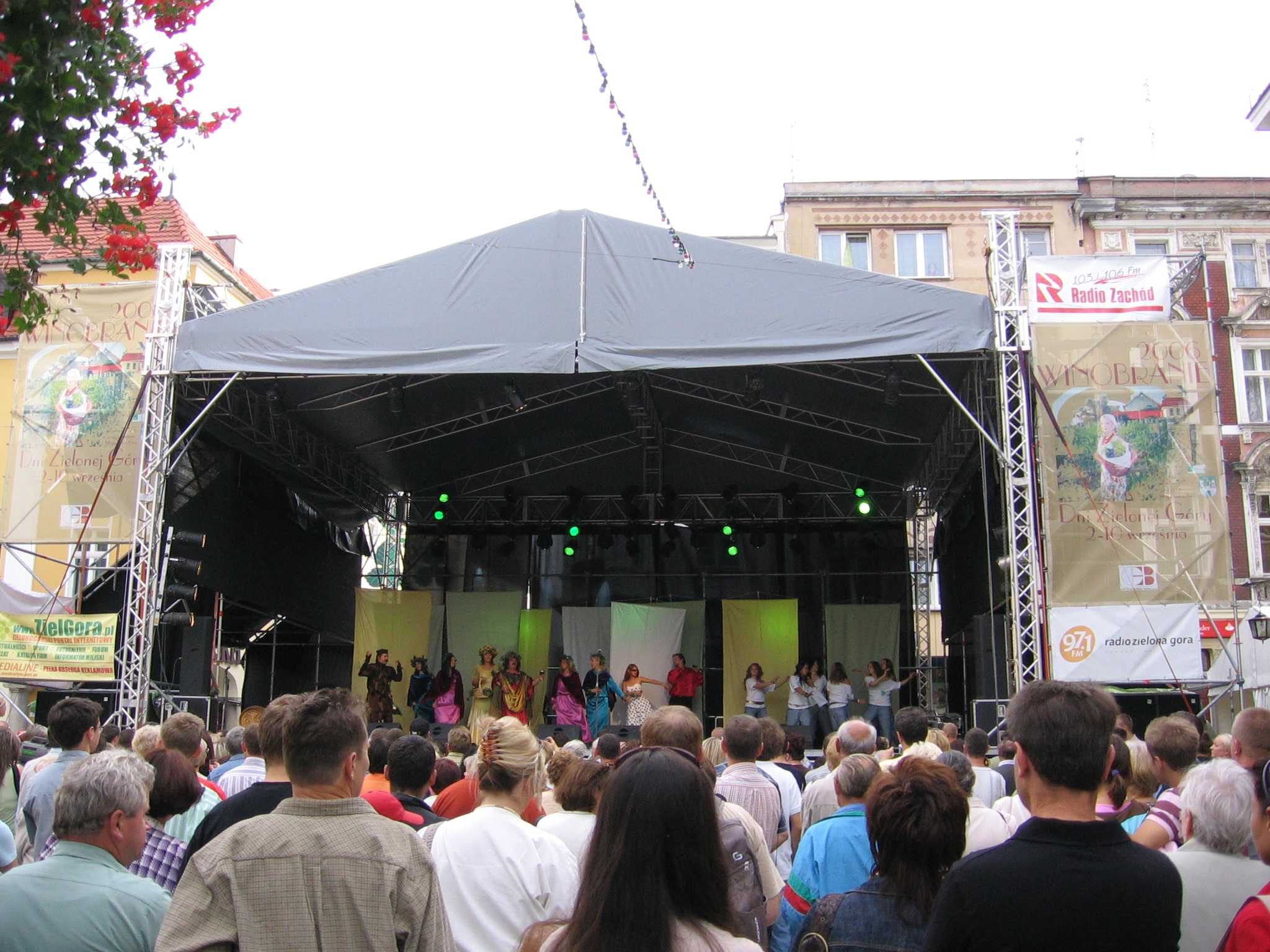
Winobranie w 2006 roku – scena przy Ratuszu Miejskim

Winobranie (Dni Zielonej Góry) to coroczna, największa w regionie impreza kulturalna odbywająca się w Zielonej Górze w pierwszej połowie września oraz największe święto wina w Polsce. Winobranie jako święto miasta ogłaszane jest począwszy od 1842 roku przez radę miasta.  Trwa 9 dni, podczas których trwają liczne imprezy organizowane przez lokalne stowarzyszenia, koncerty, jarmark handlowy oraz prezentacje produktów regionalnych, z których najważniejsze są lubuskie wina. 
Najbardziej efektownym i najbarwniejszym elementem obchodów zielonogórskiego Winobrania jest korowód. Za jego organizację odpowiada zazwyczaj Teatr Lubuski, który zaprasza do współpracy szczudlarzy, teatry uliczne, uczniów zielonogórskich szkół, miejskie stowarzyszenia i organizacje. Kilkaset osób przechodzi główną ulicą miasta, krocząc za królem winobrania – Bachusem. Na jadących platformach prezentują się poszczególne winnice, a winiarze częstują obserwatorów winem. 
Poza koncertami gwiazd estradowych, co roku imprezami składającymi się na obchody Winobrania są:
- Winobraniowy Konkurs Win
- Winobraniowe Spotkania Teatralne
- Jarmark Winobraniowy
- Festiwal Kultury Winiarskiej - wycieczki na winnice Winobusami
- Rejsy galarem po Odrze

Szczególne miejsce zajmuje w czasie Dni Zielonej Góry Miasteczko Winiarskie – specjalnie wydzielona strefa, gdzie winiarze z całego regionu w maleńkich, drewnianych domkach prezentują swoje wina i inne wyroby. 
Historia zielonogórskiego winiarstwa to bardzo istotny element lokalnej tożsamości. Obrosła już w wiele pięknych legend. Jedna z nich mówi, iż po zamordowaniu Bachusa przez tytanów bogini Atena pokropiła jego krwią tereny przyszłych regionów winiarskich, a jedna z nich spadła na Zieloną Górę, co zapoczątkowało tradycję winiarską na tym terenie. 
Krzewy winorośli pojawiły się na terenie Zielonej Góry wraz z flandryjskimi osadnikami, którzy przybyli na ten obszar w 1150 r. Pierwsze udokumentowane wzmianki dotyczące zielonogórskiego winiarstwa pochodzą z 1314 r. Położenie miasta na nasłonecznionych wzgórzach a także sprzyjający klimat przyczyniły się do rozwoju winiarstwa, umożliwiając powstanie najbardziej na północ w Europie wysuniętych winnic. 
Wielowiekowe tradycje uprawy winorośli zrodziły różnorodne obyczaje, z których najbardziej spektakularnym od dawien dawna były coroczne obchody Winobrania. Początkowo nie funkcjonowały żadne przepisy regulujące termin rozpoczęcia i zakończenia zbiorów. Od połowy XIX w. Święto Wina ogłaszała Rada Miejska, wpisując je do miejskiego kalendarium. 
Przewozy Regionalne i  Markowy Produkt Turystyczny TurKol.pl uruchomiły z okazji winobrania specjalny pociąg turystyczny Winniczek, który dowozi turystów z Poznania i Leszna.